# Jo-Wilfried Tsonga
Jo-Wilfried Tsonga (* 17. April 1985 in Le Mans) ist ein ehemaliger französischer Tennisspieler. Tsonga gewann in seiner Karriere 18 Einzel-, darunter zwei Masters, und 4 Doppeltitel. Bei den Australian Open 2008 erreichte er sein einziges Grand-Slam-Finale. In der Weltrangliste stieg er 2012 bis auf Rang 5, dazu beendete er drei Jahre in den Top Ten der Weltrangliste.

## Karriere

### Jugendzeit
Die Öffentlichkeit wurde 2003 auf Tsonga, dessen Vater aus dem Kongo stammt, aufmerksam, als er im Finale der Juniorenkonkurrenz der US Open Marcos Baghdatis besiegte. Im selben Jahr erreichte er auch bei den anderen drei Grand-Slam-Turnieren jeweils das Halbfinale, wodurch er in der Junior-Rangliste den zweiten Rang erreichte. Ein Jahr später wurde er Profispieler.

### Beginn der Profikarriere (2005–2007)
2005 ging Tsonga bei den French Open erstmals im Hauptfeld eines Grand-Slam-Turniers an den Start. In der ersten Runde unterlag er Andy Roddick in drei Sätzen. Ein Bandscheibenvorfall zwang den 1,88 Meter großen und 91 Kilogramm schweren Athleten aus Le Mans anschließend zu fünf Monaten Pause. Später kamen Schulterprobleme und eine Bauchmuskelverletzung hinzu.
In der Saison 2007 stand er dank einer Wildcard erstmals auch bei den Australian Open im Hauptfeld und traf dort erneut auf Roddick. Diesmal unterlag er mit 7:6, 6:7, 3:6 und 3:6. Der Tie-Break des ersten Satzes, der mit 20:18 an den damals auf Position 212 geführten 21-jährigen Franzosen ging, war der bis dato längste Tie-Break in der Geschichte des Turniers. Tsonga gewann 2007 vier ATP-Challenger-Titel: Tallahassee, Mexiko-Stadt, Lanzarote und Surbiton. Beim ATP-Turnier im Queen’s Club schlug er in der zweiten Runde den Titelverteidiger Lleyton Hewitt mit 7:6 und 7:6, im Achtelfinale unterlag er dann Marin Čilić mit 6:4, 3:6 und 2:6. In Wimbledon erreichte er nach Siegen über Julien Benneteau, Nicolás Lapentti sowie Feliciano López das Achtelfinale und scheiterte dort in drei Sätzen an seinem Landsmann Richard Gasquet. In der Weltrangliste verbesserte er sich stetig bis auf Platz 74. Bei den US Open besiegte er Óscar Hernández mit 7:5, 6:1, 6:3 und Tim Henman bei dessen letztem Match in einem Grand-Slam-Turnier mit 7:6, 2:6, 7:5, 6:4. Anschließend unterlag er dem angeschlagenen Weltranglistenzweiten Rafael Nadal mit 6:7, 2:6, 1:6.

### Finaleinzug bei den Australian Open und erste Turniersiege (2008–2010)

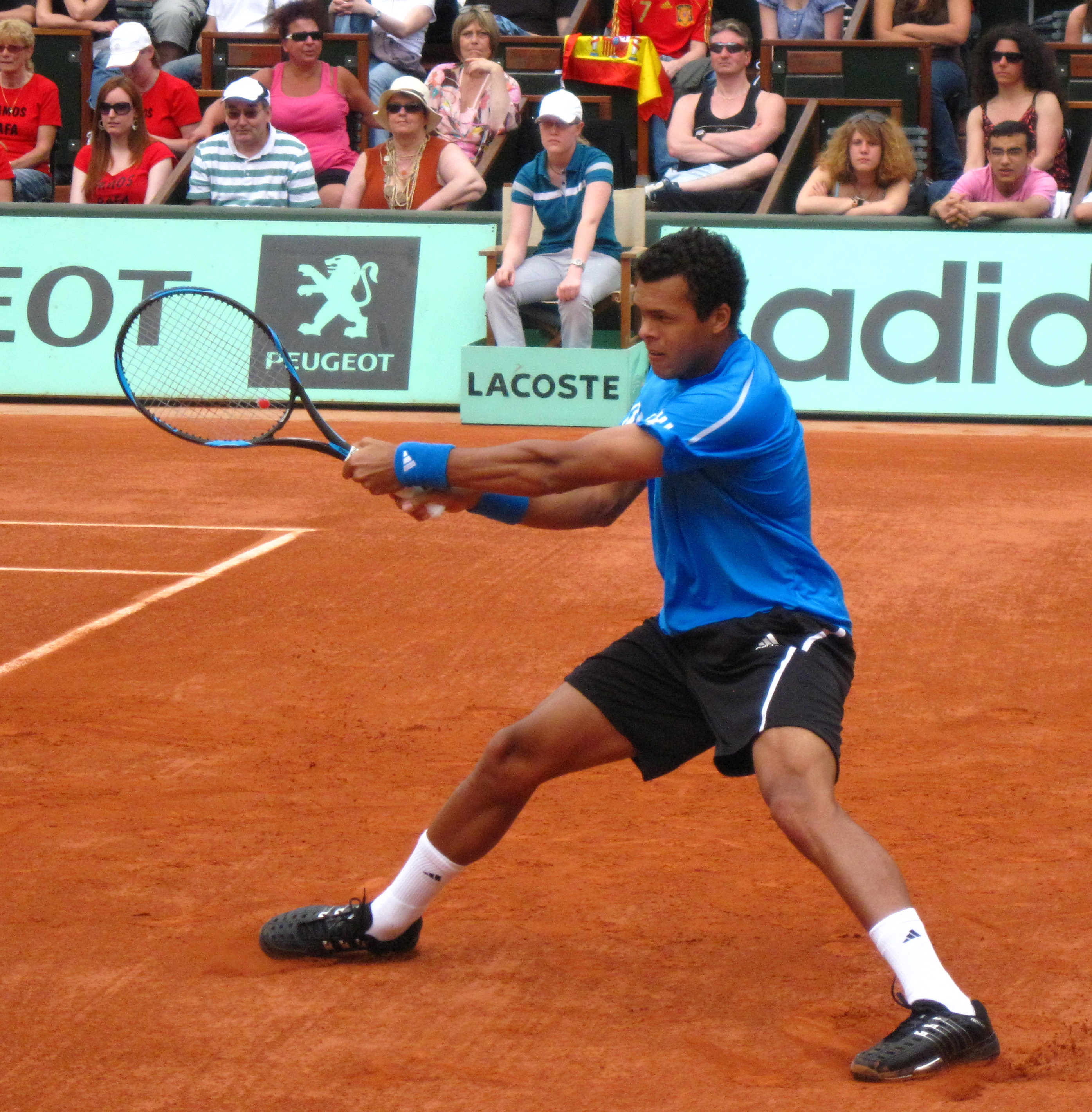
Tsonga 2009 bei den French Open

Sein bis dahin größter Erfolg gelang ihm dann mit dem Sieg im Halbfinale der Australian Open über Nadal. Mit dem 6:2-, 6:3- und 6:2-Sieg erreichte er 2008 sein erstes Grand-Slam-Finale, das er gegen Novak Đoković mit 6:4, 4:6, 3:6, 6:7 verlor. Am 12. Januar 2008 hatte er sich seinen zweiten Doppeltitel gesichert, als er zusammen mit Gasquet das Endspiel in Sydney gegen die Weltranglistenersten Bob und Mike Bryan mit 4:6, 6:4, [11:9] gewann.
Nach einer vierteljährigen Verletzungspause durch einen Meniskusschaden feierte er sein Comeback bei den US Open. Dort unterlag er nach Siegen über Ventura und Carlos Moyá dem an 15 gesetzten Tommy Robredo in drei Sätzen. Am 28. September gelang Tsonga sein erster Turniererfolg in Bangkok. Dort bezwang er im Finale den Weltranglistendritten Đoković mit 7:6, 6:4. Am 3. November gewann er zudem das mit 2,7 Millionen Dollar dotierte Masters-Turnier von Paris mit einem Finalsieg über David Nalbandian (6:3, 4:6, 6:4). Durch diesen Erfolg sicherte er sich die Teilnahme am Tennis Masters Cup in Shanghai, bei dem er nach einem Sieg über Đoković, dem späteren Cup-Sieger, und zwei Niederlagen bereits in der Vorrunde scheiterte.
Bei den Australian Open 2009 schied er durch eine Viersatzniederlage gegen den an Position 8 gesetzten Fernando Verdasco im Viertelfinale aus.
Im Februar gewann er seinen dritten ATP-Titel beim Turnier in Johannesburg, indem er im Endspiel Jérémy Chardy mit 6:4, 7:6 besiegte. Im selben Monat gewann er auch das Turnier in Marseille durch einen Endspielsieg gegen Michaël Llodra.
Auch 2010 konnte Tsonga bei den Australian Open ins Halbfinale einziehen, scheiterte dort aber deutlich in drei Sätzen an Roger Federer. Ins Finale schaffte er es in dieser Saison nicht einmal, zumal er aufgrund einer Verletzung von Juli bis September kein Spiel bestreiten konnte. Am Ende des Jahres stand er auf Position 13 der Weltrangliste, drei Plätze schlechter als ein Jahr zuvor.

### Zehn Finalteilnahmen und Silbermedaille bei den Olympischen Spielen (2011–2012)

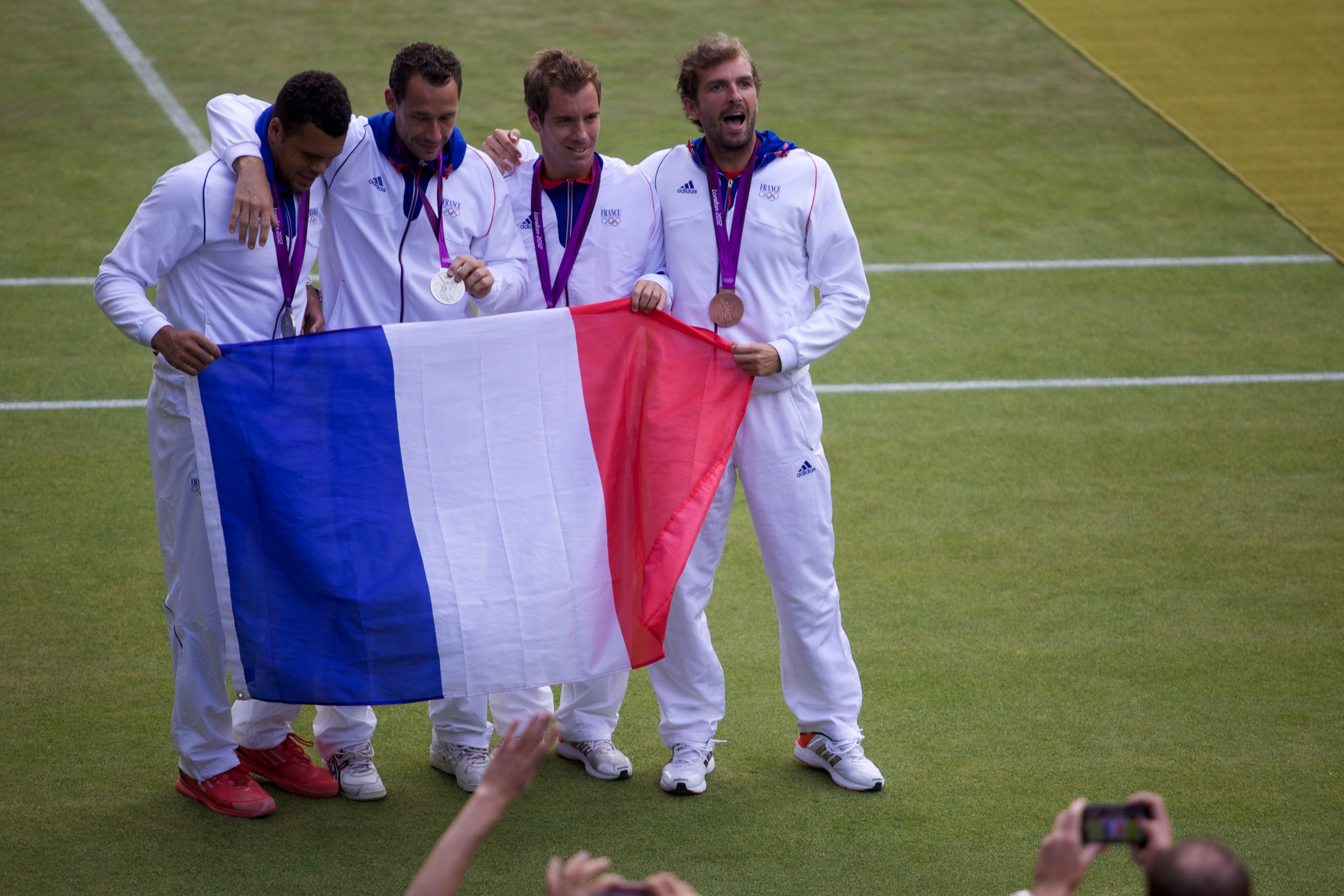
Die französischen Doppel nach dem Gewinn der Silber- und Bronzemedaille 2012 bei den Olympischen Spielen in London

Im April trennte er sich nach siebenjähriger Zusammenarbeit einvernehmlich von seinem Trainer Éric Winogradsky. Am 29. Juni konnte er sich für seine letzte Niederlage gegen Federer revanchieren, als er ihn im Viertelfinale von Wimbledon in einem Fünfsatzkrimi nach 0:2 Satzrückstand bezwang und damit in London erstmals ins Halbfinale einzog. Dort unterlag er Đoković in vier Sätzen (6:7, 2:6, 7:6, 3:6). Im Herbst gewann er dann zwei Turniere hintereinander (Metz, und eine Woche darauf Wien) und konnte sich so zum zweiten Mal (nach 2008) für die World Tour Finals qualifizieren. Mit Siegen über Mardy Fish, Rafael Nadal und Tomáš Berdych zog er dort ins Finale ein, in dem er Federer mit 3:6, 7:6, 3:6 unterlag.
Bei den Olympischen Spielen 2012 erreichte Tsonga im Doppel mit Michaël Llodra das Finale. Sie unterlagen den Bryan-Brüdern 4:6, 6:7 und gewannen damit Silber. Im Einzel schied Tsonga im Viertelfinale gegen Đoković in zwei Sätzen (1:6, 5:7) aus. Für diesen Erfolg erhielt er das Ritterkreuz des französischen Verdienstordens.  Nach anderthalb Jahren ohne Trainer verpflichtete Tsonga im Oktober 2012 den Australier Roger Rasheed, von dem er sich im August 2013 wieder trennte.

### Verletzungspech in Wimbledon und zwei Monate Zwangspause (2013–2016)
In der Saison 2013 erlebte Tsonga Höhen und Tiefen. Das Jahr begann für ihn mit einem Viertelfinaleinzug bei den Australian Open und einem Sieg in der Erstrundenbegegnung im Davis Cup gegen Israel. In Marseille feierte er mit einem Finalsieg über Tomáš Berdych seinen zehnten Turniersieg auf der World Tour. In Monte-Carlo zog er ins Halbfinale ein, in dem er Nadal in zwei Sätzen unterlag. Im Mai spielte er sich dann bei den French Open zum fünften Mal ins Halbfinale eines Grand-Slam-Turniers. Nach einem Sieg über Federer im Viertelfinale traf er auf David Ferrer, dem er in drei Sätzen unterlag. In der zweiten Runde von Wimbledon musste er gegen Ernests Gulbis im dritten Satz aufgeben. Er musste sich schließlich am Knie behandeln lassen und die nächsten zwei Monate pausieren, da er sich eine Verletzung an der Patellasehne zugezogen hatte. Sein Comeback gab der Franzose dann im September beim Turnier in Metz, wo er sein 18. ATP-Finale erreichte, das er gegen Gilles Simon verlor. Am Ende des Jahres stand er auf Position 10 der Weltrangliste.
Gleich zu Beginn der Saison 2014 gewann er zusammen mit Alizé Cornet den Hopman Cup. Es war der erste französische Sieg bei diesem Mannschaftswettbewerb. Im Februar erreichte er das Finale beim Turnier in Marseille, das er gegen Ernests Gulbis in zwei Sätzen verlor. Beim Masters-Turnier in Toronto im August schlug er mit Novak Đoković, Andy Murray, Grigor Dimitrow und Roger Federer (7:5, 7:6 im Finale) nacheinander vier Top-Ten-Spieler und sicherte sich damit seinen zweiten Titel der Kategorie ATP World Tour Masters 1000 nach Paris 2008. Nachdem er im März 2014 aus den Top Ten der Weltrangliste herausgefallen war, rückte er mit diesem Erfolg wieder auf Platz 10 vor.
Seine Teilnahme an den Australian Open 2015 musste Tsonga aufgrund einer Unterarmverletzung absagen. Bei seinem Comeback in Miami schied er in der dritten Runde mit 4:6, 6:7 gegen Gaël Monfils aus. Bei den French Open erreichte Tsonga zum zweiten Mal nach 2013 das Halbfinale. Dort unterlag er in vier Sätzen Stan Wawrinka. In Metz feierte er durch einen Dreisatzsieg gegen Gilles Simon seinen zwölften Turniersieg.
Durch seinen Sieg gegen Richard Gasquet im Achtelfinale von Wimbledon 2016 gewann er sein 104. Grand-Slam-Match. So viel wie kein anderer Franzose in der Open Era. Im gesamten Jahr 2016 konnte Tsonga kein Turnier gewinnen, konnte die Saison aber auf Platz 12 der Weltrangliste beenden, was auch durch die Viertelfinals in Wimbledon und bei den US Open zustande kam.

### Vier Titel in einer Saison, Verletzung und Karriereende (2017–2022)
2017 war er bei den Grand-Slam-Turnieren lediglich bei den Australian Open erfolgreich, wo er ins Viertelfinale vordringen konnte. Tsonga verlor dort gegen Stan Wawrinka. Allerdings gewann er in diesem Jahr vier Turniere und damit so viele wie nie zuvor in einer Saison. Zunächst gewann Tsonga im Februar das Turnier von Rotterdam. Im Finale bezwang er David Goffin mit 4:6, 6:4, 6:1. Nur eine Woche später gewann er seinen nächsten Titel in Marseille durch einen Zweisatzsieg gegen seinen Landsmann Lucas Pouille. Im Mai setzte er sich beim erstmals ausgetragenen Turnier in Lyon gegen Tomáš Berdych mit 7:6, 7:5 durch. Seinen vierten Titel der Saison gewann er in Antwerpen mit einem 6:3, 7:5 über Diego Schwartzman. Ende des Jahres feierte mit seinem Land außerdem den Gewinn des Davis Cups. Mitte des Jahres hatte Tsonga mit einigen Verletzungen zu kämpfen und wurde außerdem erstmals Vater, wodurch seine Leistungen litten. Das Jahr beendete er trotz vierer Turniersiege nur auf dem 15. Platz der Weltrangliste, da er nur ein Grand-Slam-Viertelfinale erreichte und auch bei keinem der Masters-Turniere über die zweite Runde hinauskam.
2018 bestritt er Anfang des Jahres nur die Australian Open, wo er in der dritten Runde gegen Nick Kyrgios ausschied und das Turnier in Montpellier, als er das Halbfinale erreichte. Danach laborierte er bis September an einer Meniskusverletzung, die er sich in der Halbfinalpartie zugezogen hatte. Bis Ende des Jahres gewann er nur ein Match bei vier Turnierteilnahmen. Dazu konnte er mit einer Niederlage gegen Marin Čilić beim 3:1-Davis-Cup-Sieg Frankreichs im Finale nicht dazu beitragen.
Ins Jahr 2019 startete Tsonga mit dem Halbfinaleinzug beim Turnier in Brisbane. Er unterlag dort Daniil Medwedew in zwei Sätzen. Seinen ersten Titel der Saison holte er beim Turnier in Montpellier, als er Pierre-Hugues Herbert in zwei Sätzen bezwang. In der fortlaufenden Saison erreichte er das Halbfinale von Marrakesch, wo er dem späteren Turniersieger Benoît Paire unterlag. Im französischen Cassis entschied er das Finale des Challenger-Turniers gegen Dudi Sela mit 6:1, 6:0 für sich. In Metz gewann Tsonga sein letztes Turnier als Profi, als er sich im Finale gegen den Slowenen Aljaž Bedene durchsetzen konnte. Bei den Paris Masters schied er im Viertelfinale gegen Rafael Nadal aus.
Im Januar 2020 spielte Tsonga nur zwei Turniere, wo er jeweils in der ersten Runde ausschied. Beim zweiten Turnier, den Australian Open, verletzte er sich am Rücken. Der Genesungsprozess dauerte solange, dass er erst 2021 wieder an Turnieren teilnehmen konnte. Er spielte 2021 ausschließlich bei Turnieren in Europa und im Nahen Osten, bei keinem konnte er weiter als die zweiten Runde kommen.
Im Jahr 2022 spielte er fast ausschließlich Turniere in seinem Heimatland, die einzigen Ausnahmen waren das Turnier in Rotterdam und die Miami Masters. Am 24. Mai 2022 beendete er bei den French Open seine Karriere, als er sich in der ersten Runde dem späteren Finalisten Casper Ruud geschlagen geben musste.

### Davis Cup
Zwischen 2008 und 2019 trat Tsonga 22-mal für die französische Davis-Cup-Mannschaft an. Er konnte 28 seiner 39 Matches gewinnen. Der Höhepunkt war der Gewinn des Davis Cups 2017. 2014 und 2018 erreichte er mit der Mannschaft ebenfalls das Finale, wo sie jedoch den Mannschaften der Schweiz und Kroatiens unterlagen.

## Privates
Tsonga ist seit Juli 2018 mit seiner langjährigen Freundin Noura El Shwekh verheiratet. Bereits im März 2017 bekamen Tsonga und El Shwekh einen Sohn.

## Leistungsbilanz

### Finalteilnahmen
Einzel
| Anzahl von Turniersiegen und Finalteilnahmen bei unterschiedlichen Turnieren und Platzbelägen |                                 |                 |               |                                 |                     |
|                                                                                               | Turniersiege                    | Turniersiege    |               | Finalteilnahmen                 | Finalteilnahmen     |
|                                                                                               | Turnierkategorien*              | Platzbeläge     |               | Turnierkategorien*              | Platzbeläge         |
|                                                                                               | Grand Slam (0)                  | Hartplatz (17)  |               | Grand Slam (1)                  | Hartplatz (11)      |
|                                                                                               | ATP World Tour Finals (0)       | Rasen (0)       |               | ATP World Tour Finals (1)       | Rasen (1)           |
|                                                                                               | ATP World Tour Masters 1000 (2) | Sand (1)        |               | ATP World Tour Masters 1000 (2) | Sand (0)            |
|                                                                                               | ATP World Tour 500 (2)          | Teppich (0)     |               | ATP World Tour 500 (4)          | Teppich (0)         |
|                                                                                               | ATP World Tour 250 (14)         |                 |               | ATP World Tour 250 (4)          |                     |
| Detaillierte Darstellung der Turniersiege                                                     |                                 |                 |               |                                 |                     |
| Nr.                                                                                           | Datum                           | Turnier         | Belag         | Finalgegner                     | Ergebnis            |
| 01.                                                                                           | 22. September 2008              | Bangkok         | Hartplatz     | Novak Đoković                   | 7:64, 6:4           |
| 02.                                                                                           | 26. Oktober 2008                | Paris           | Hartplatz (i) | David Nalbandian                | 6:3, 4:6, 6:4       |
| 03.                                                                                           | 02. Februar 2009                | Johannesburg    | Hartplatz     | Jérémy Chardy                   | 6:4, 7:65           |
| 04.                                                                                           | 16. Februar 2009                | Marseille       | Hartplatz (i) | Michaël Llodra                  | 7:5, 7:63           |
| 05.                                                                                           | 05. Oktober 2009                | Tokio           | Hartplatz     | Michail Juschny                 | 6:3, 6:3            |
| 06.                                                                                           | 25. September 2011              | Metz            | Hartplatz (i) | Ivan Ljubičić                   | 6:3, 6:74, 6:3      |
| 07.                                                                                           | 30. Oktober 2011                | Wien            | Hartplatz (i) | Juan Martín del Potro           | 6:75, 6:3, 6:4      |
| 08.                                                                                           | 07. Januar 2012                 | Doha            | Hartplatz     | Gaël Monfils                    | 7:5, 6:3            |
| 09.                                                                                           | 23. September 2012              | Metz            | Hartplatz (i) | Andreas Seppi                   | 6:1, 6:2            |
| 10.                                                                                           | 24. Februar 2013                | Marseille       | Hartplatz (i) | Tomáš Berdych                   | 3:6, 7:66, 6:4      |
| 11.                                                                                           | 10. August 2014                 | Toronto         | Hartplatz     | Roger Federer                   | 7:5, 7:63           |
| 12.                                                                                           | 27. September 2015              | Metz            | Hartplatz (i) | Gilles Simon                    | 7:65, 1:6, 6:2      |
| 13.                                                                                           | 19. Februar 2017                | Rotterdam       | Hartplatz (i) | David Goffin                    | 4:6, 6:4, 6:1       |
| 14.                                                                                           | 26. Februar 2017                | Marseille       | Hartplatz (i) | Lucas Pouille                   | 6:4, 6:4            |
| 15.                                                                                           | 27. Mai 2017                    | Lyon            | Sand          | Tomáš Berdych                   | 7:62, 7:5           |
| 16.                                                                                           | 22. Oktober 2017                | Antwerpen       | Hartplatz (i) | Diego Schwartzman               | 6:3, 7:5            |
| 17.                                                                                           | 10. Februar 2019                | Montpellier     | Hartplatz (i) | Pierre-Hugues Herbert           | 6:4, 6:2            |
| 18.                                                                                           | 22. September 2019              | Metz            | Hartplatz (i) | Aljaž Bedene                    | 6:74, 7:64, 6:3     |
| Detaillierte Darstellung der Finalteilnahmen                                                  |                                 |                 |               |                                 |                     |
| Nr.                                                                                           | Datum                           | Turnier         | Belag         | Finalgegner                     | Ergebnis            |
| 01.                                                                                           | 31. Januar 2008                 | Australian Open | Hartplatz     | Novak Đoković                   | 6:4, 4:6, 3:6, 6:72 |
| 02.                                                                                           | 13. Februar 2011                | Rotterdam       | Hartplatz (i) | Robin Söderling                 | 3:6, 6:3, 3:6       |
| 03.                                                                                           | 13. Juni 2011                   | Queen’s Club    | Rasen         | Andy Murray                     | 6:3, 6:72, 4:6      |
| 04.                                                                                           | 13. November 2011               | Paris           | Hartplatz (i) | Roger Federer                   | 1:6, 6:73           |
| 05.                                                                                           | 27. November 2011               | London          | Hartplatz (i) | Roger Federer                   | 3:6, 7:66, 3:6      |
| 06.                                                                                           | 08. Oktober 2012                | Peking          | Hartplatz     | Novak Đoković                   | 6:74, 2:6           |
| 07.                                                                                           | 21. Oktober 2012                | Stockholm       | Hartplatz (i) | Tomáš Berdych                   | 6:4, 4:6, 4:6       |
| 08.                                                                                           | 22. September 2013              | Metz            | Hartplatz (i) | Gilles Simon                    | 4:6, 3:6            |
| 09.                                                                                           | 23. Februar 2014                | Marseille       | Hartplatz (i) | Ernests Gulbis                  | 6:75, 4:6           |
| 10.                                                                                           | 18. Oktober 2015                | Shanghai        | Hartplatz     | Novak Đoković                   | 2:6, 4:6            |
| 11.                                                                                           | 30. Oktober 2016                | Wien            | Hartplatz (i) | Andy Murray                     | 3:6, 6:76           |
| 12.                                                                                           | 29. Oktober 2017                | Wien            | Hartplatz (i) | Lucas Pouille                   | 1:6, 4:6            |

(*) Bezeichnungen der Turnierkategorien bis 2008:

ATP World Tour Finals = Tennis Masters Cup

ATP World Tour Masters 1000 = ATP Masters Series (2004–2008), Tennis Masters Series (2000–2003)

ATP World Tour 500 = International Series Gold

ATP World Tour 250 = International Series
Doppel
| Anzahl von Turniersiegen und Finalteilnahmen bei unterschiedlichen Turnieren und Platzbelägen |                                 |                   |               |                                 |                                      |                    |
|                                                                                               | Turniersiege                    | Turniersiege      |               | Finalteilnahmen                 | Finalteilnahmen                      |                    |
|                                                                                               | Turnierkategorien*              | Platzbeläge       |               | Turnierkategorien*              | Platzbeläge                          |                    |
|                                                                                               | ATP World Tour Masters 1000 (1) | Hartplatz (3)     |               | ATP World Tour Masters 1000 (0) | Hartplatz (3)                        |                    |
|                                                                                               | Olympische Spiele (0)           | Rasen (0)         |               | Olympische Spiele (1)           | Rasen (1)                            |                    |
|                                                                                               | ATP World Tour 500 (0)          | Sand (0)          |               | ATP World Tour 500 (0)          | Sand (0)                             |                    |
|                                                                                               | ATP World Tour 250 (3)          | Teppich (1)       |               | ATP World Tour 250 (3)          | Teppich (0)                          |                    |
| Detaillierte Darstellung der Turniersiege                                                     |                                 |                   |               |                                 |                                      |                    |
| Nr.                                                                                           | Datum                           | Turnier           | Belag         | Partner                         | Finalgegner                          | Ergebnis           |
| 01.                                                                                           | 22. Oktober 2007                | Lyon              | Teppich (i)   | Sébastien Grosjean              | Łukasz Kubot Lovro Zovko             | 6:4, 6:3           |
| 02.                                                                                           | 07. Januar 2008                 | Sydney            | Hartplatz     | Richard Gasquet                 | Mike Bryan Bob Bryan                 | 4:6, 6:4, [11:9]   |
| 03.                                                                                           | 04. Januar 2009                 | Brisbane          | Hartplatz     | Marc Gicquel                    | Fernando Verdasco Mischa Zverev      | 6:4, 6:3           |
| 04.                                                                                           | 18. Oktober 2009                | Shanghai          | Hartplatz     | Julien Benneteau                | Mariusz Fyrstenberg Marcin Matkowski | 6:2, 6:4           |
| Detaillierte Darstellung der Finalteilnahmen                                                  |                                 |                   |               |                                 |                                      |                    |
| Nr.                                                                                           | Datum                           | Turnier           | Belag         | Partner                         | Finalgegner                          | Ergebnis           |
| 01.                                                                                           | 20. Februar 2011                | Marseille         | Hartplatz (i) | Julien Benneteau                | Robin Haase Ken Skupski              | 3:6, 7:64, [11:13] |
| 02.                                                                                           | 26. Februar 2012                | Marseille         | Hartplatz (i) | Dustin Brown                    | Nicolas Mahut Édouard Roger-Vasselin | 6:3, 3:6, [6:10]   |
| 03.                                                                                           | 04. August 2012                 | Olympische Spiele | Rasen         | Michaël Llodra                  | Bob Bryan Mike Bryan                 | 4:6, 6:72          |
| 04.                                                                                           | 22. September 2013              | Metz              | Hartplatz (i) | Nicolas Mahut                   | Johan Brunström Raven Klaasen        | 4:6, 6:75          |

(*) Bezeichnungen der Turnierkategorien bis 2008:

ATP World Tour Masters 1000 = ATP Masters Series (2004–2008), Tennis Masters Series (2000–2003)

ATP World Tour 500 = International Series Gold

ATP World Tour 250 = International Series

### Statistik
| Turnier                      | 2022              | 2021              | 2020              | 2019              | 2018              | 2017              | 2016              | 2015              | 2014              | 2013              | 2012              | 2011              | 2010              | 2009              | 2008              | 2007              | 2006              | 2005              | 2004              | Gesamt  |
| ---------------------------- | ----------------- | ----------------- | ----------------- | ----------------- | ----------------- | ----------------- | ----------------- | ----------------- | ----------------- | ----------------- | ----------------- | ----------------- | ----------------- | ----------------- | ----------------- | ----------------- | ----------------- | ----------------- | ----------------- | ------- |
| Australian Open              | –                 | –                 | 1R                | 2R                | 3R                | VF                | AF                | –                 | AF                | VF                | AF                | 3R                | HF                | VF                | F                 | 1R                | –                 | –                 | –                 | 0       |
| French Open                  | 1R                | 1R                | –                 | 2R                | –                 | 1R                | 3R                | HF                | AF                | HF                | VF                | 3R                | AF                | AF                | –                 | –                 | –                 | 1R                | –                 | 0       |
| Wimbledon                    | –                 | 1R                | n. a.             | 3R                | –                 | 3R                | VF                | 3R                | AF                | 2R                | HF                | HF                | VF                | 3R                | –                 | AF                | –                 | –                 | –                 | 0       |
| US Open                      | –                 | –                 | –                 | 1R                | –                 | 2R                | VF                | VF                | AF                | –                 | 2R                | VF                | –                 | AF                | 3R                | 3R                | –                 | –                 | –                 | 0       |
| ATP Finals                   | –                 | –                 | –                 | –                 | –                 | –                 | –                 | –                 | –                 | –                 | RR                | F                 | –                 | –                 | RR                | –                 | –                 | –                 | –                 | 0       |
| Indian Wells Masters         | –                 | –                 | n. a.             | –                 | –                 | 2R                | VF                | –                 | 2R                | VF                | AF                | 2R                | AF                | 3R                | AF                | –                 | –                 | –                 | –                 | 0       |
| Miami Masters                | 1R                | –                 | n. a.             | –                 | –                 | –                 | 3R                | 3R                | AF                | AF                | VF                | 3R                | VF                | VF                | 3R                | –                 | –                 | –                 | –                 | 0       |
| Monte Carlo Masters          | 1R                | –                 | n. a.             | 1R                | –                 | 2R                | HF                | AF                | VF                | HF                | VF                | 2R                | AF                | –                 | –                 | –                 | –                 | –                 | –                 | 0       |
| Madrid Masters               | –                 | –                 | n. a.             | –                 | –                 | 2R                | AF                | AF                | 2R                | VF                | AF                | AF                | 2R                | 2R                | AF                | –                 | –                 | –                 | –                 | 0       |
| Rom Masters                  | –                 | –                 | –                 | 1R                | –                 | –                 | –                 | 2R                | AF                | 2R                | VF                | 2R                | VF                | 1R                | 1R                | –                 | –                 | –                 | –                 | 0       |
| Hamburg Masters1             | nicht ausgetragen | nicht ausgetragen | nicht ausgetragen | nicht ausgetragen | nicht ausgetragen | nicht ausgetragen | nicht ausgetragen | nicht ausgetragen | nicht ausgetragen | nicht ausgetragen | nicht ausgetragen | nicht ausgetragen | nicht ausgetragen | nicht ausgetragen | 2R                | –                 | –                 | –                 | –                 | 0       |
| Kanada Masters               | –                 | –                 | n. a.             | 1R                | –                 | 2R                | –                 | VF                | S                 | –                 | 2R                | HF                | –                 | HF                | –                 | –                 | –                 | –                 | –                 | 1       |
| Cincinnati Masters           | –                 | –                 | –                 | –                 | –                 | 2R                | AF                | 1R                | 1R                | –                 | –                 | 2R                | –                 | 2R                | –                 | –                 | –                 | –                 | –                 | 0       |
| Shanghai Masters             | nicht ausgetragen | nicht ausgetragen | nicht ausgetragen | –                 | –                 | –                 | VF                | F                 | –                 | HF                | VF                | 2R                | VF                | AF                | nicht ausgetragen | nicht ausgetragen | nicht ausgetragen | nicht ausgetragen | nicht ausgetragen | 0       |
| Paris Masters                | –                 | –                 | –                 | VF                | 1R                | 2R                | VF                | AF                | AF                | 2R                | VF                | F                 | –                 | VF                | S                 | 2R                | –                 | –                 | 2R                | 1       |
| Olympische Spiele            | n. a.             | –                 | nicht ausgetragen | nicht ausgetragen | nicht ausgetragen | nicht ausgetragen | 2R                | nicht ausgetragen | nicht ausgetragen | nicht ausgetragen | VF                | nicht ausgetragen | nicht ausgetragen | nicht ausgetragen | –                 | nicht ausgetragen | nicht ausgetragen | nicht ausgetragen | –                 | 0       |
| Davis Cup                    | –                 | –                 | n. a.             | –                 | F                 | S                 | HF                | VF                | F                 | VF                | VF                | HF                | F                 | PO                | VF                | –                 | –                 | –                 | –                 | 1       |
| Turnierteilnahmen4           | 7                 | 8                 | 2                 | 20                | 6                 | 19                | 16                | 16                | 18                | 17                | 24                | 24                | 15                | 23                | 16                | 10                | 0                 | 1                 | 2                 | 244     |
| Erreichte Finals             | 0                 | 0                 | 0                 | 2                 | 0                 | 4                 | 1                 | 2                 | 2                 | 2                 | 4                 | 6                 | 0                 | 3                 | 3                 | 0                 | 0                 | 0                 | 0                 | 30      |
| Gewonnene Einzel-Titel       | 0                 | 0                 | 0                 | 2                 | 0                 | 4                 | 0                 | 1                 | 1                 | 1                 | 2                 | 2                 | 0                 | 3                 | 2                 | 0                 | 0                 | 0                 | 0                 | 18      |
| Hartplatz-Siege/-Niederlagen | 2:4               | 1:3               | 0:2               | 24:12             | 5:7               | 28:11             | 25:11             | 20:9              | 22:12             | 23:10             | 36:16             | 38:15             | 19:10             | 42:13             | 27:11             | 6:7               | 0:0               | 0:0               | 1:1               | 317:153 |
| Sand-Siege/-Niederlagen      | 0:3               | 0:3               | 0:0               | 6:5               | 0:0               | 7:2               | 8:5               | 10:5              | 10:4              | 12:4              | 10:6              | 7:6               | 8:5               | 8:4               | 4:2               | 0:0               | 0:0               | 0:1               | 0:0               | 90:57   |
| Rasen-Siege/-Niederlagen     | 0:0               | 0:2               | 0:0               | 4:3               | 0:0               | 3:2               | 4:1               | 2:2               | 4:2               | 4:2               | 9:3               | 10:3              | 4:1               | 2:2               | 0:0               | 5:2               | 0:0               | 0:0               | 0:0               | 51:25   |
| Teppich-Siege/-Niederlagen   | nicht genutzt     | nicht genutzt     | nicht genutzt     | nicht genutzt     | nicht genutzt     | nicht genutzt     | nicht genutzt     | nicht genutzt     | nicht genutzt     | nicht genutzt     | nicht genutzt     | nicht genutzt     | nicht genutzt     | nicht genutzt     | 3:1               | 3:1               | 0:0               | 0:0               | 1:1               | 9:3     |
| Gesamt-Siege/-Niederlagen4   | 2:7               | 1:8               | 0:2               | 34:20             | 5:7               | 38:15             | 37:17             | 32:16             | 36:18             | 39:16             | 55:25             | 55:24             | 31:16             | 53:20             | 34:14             | 14:10             | 0:0               | 0:1               | 2:2               | 467:238 |
| Jahresendposition            | –                 | 256               | 62                | 29                | 239               | 15                | 12                | 10                | 12                | 10                | 8                 | 6                 | 13                | 10                | 6                 | 43                | 212               | 345               | 157               | N/A     |

Zeichenerklärung: S = Turniersieg; F, HF, VF, AF = Einzug ins Finale / Halbfinale / Viertelfinale / Achtelfinale; 1R, 2R, 3R = Ausscheiden in der 1. / 2. / 3. Hauptrunde; RR = Round Robin (Gruppenphase);
PO = Playoff (Auf- und Abstiegsrunde in der Davis-Cup-Weltgruppe); n. a. = Turnier wurde in dem Jahr nicht ausgetragen
1 Das Turnier von Hamburg ist seit 2009 nicht mehr Teil der Masters-Serie.

2 Das Turnier von Stockholm fand nur von 1990 bis 1995 als Masters-Turnier statt.

3 Das Turnier von Stuttgart fand 1995 einmal in Essen statt und war davor nicht Teil der Masters-Serie.

4 Hier gelten nur – wie auch bei Finalteilnahmen und gewonnenen Titeln – Turniere der ATP Tour sowie die vier Grand-Slam-Turniere und die ATP Finals; d. h. keine Challenger- und Future-Turniere oder Mannschaftswettbewerbe (Davis Cup oder World Team Cup).
4 Letztere zählen jedoch in den Sieg/Niederlagen-Statistiken rein. Kurzfristige Rücktritte vom Match zählen weder zu den Turnierteilnahmen (wenn in der ersten Runde) noch zur Siegesbilanz.